# Бутинге
Бутинге (лит. Būtingė, нем. Butendiekshof или Budendiekshof, латыш. Būtinciems) — небольшой посёлок на побережье Балтийского моря на северо-западе Литвы недалеко от границы с Латвией. Относится к муниципалитету Паланга. Расположен в 17 км к северу от Паланги, немного севернее реки Швянтойи. Посёлок долго принадлежал Ливонии, затем Курляндии, затем Российской империи. Перешёл в состав независимой Литвы в 1921 году.
С 1999 года литовская нефтяная компания Orlen Lietuva осуществляет свою деятельность в Бутинге. С 2006 года является единственным путём снабжения для Orlen Lietuva, так как Россия прекратила поставку нефти в Литву через нефтепровод «Дружба».

## Грузооборот порта
| Год                 | 2003  | 2004  | 2005  | 2006  | 2007  | 2008  | 2009  | 2010  | 2011  | 2012  | 2013  | 2014  | 2015  | 2016  | 2017  | 2018  | 2019  |
| ------------------- | ----- | ----- | ----- | ----- | ----- | ----- | ----- | ----- | ----- | ----- | ----- | ----- | ----- | ----- | ----- | ----- | ----- |
| Грузооборот, млн. т | 10.70 | ▼7.20 | ▼6.10 | ▼5.90 | ▼4.60 | ▲9.10 | ▼8.40 | ▲9.01 | ▼8.91 | ▼8.52 | ▲8.97 | ▼7.30 | ▲8.68 | ▲9.32 | ▲9.80 | ▼9.70 | ▼9.54 |